# Linné (kráter)

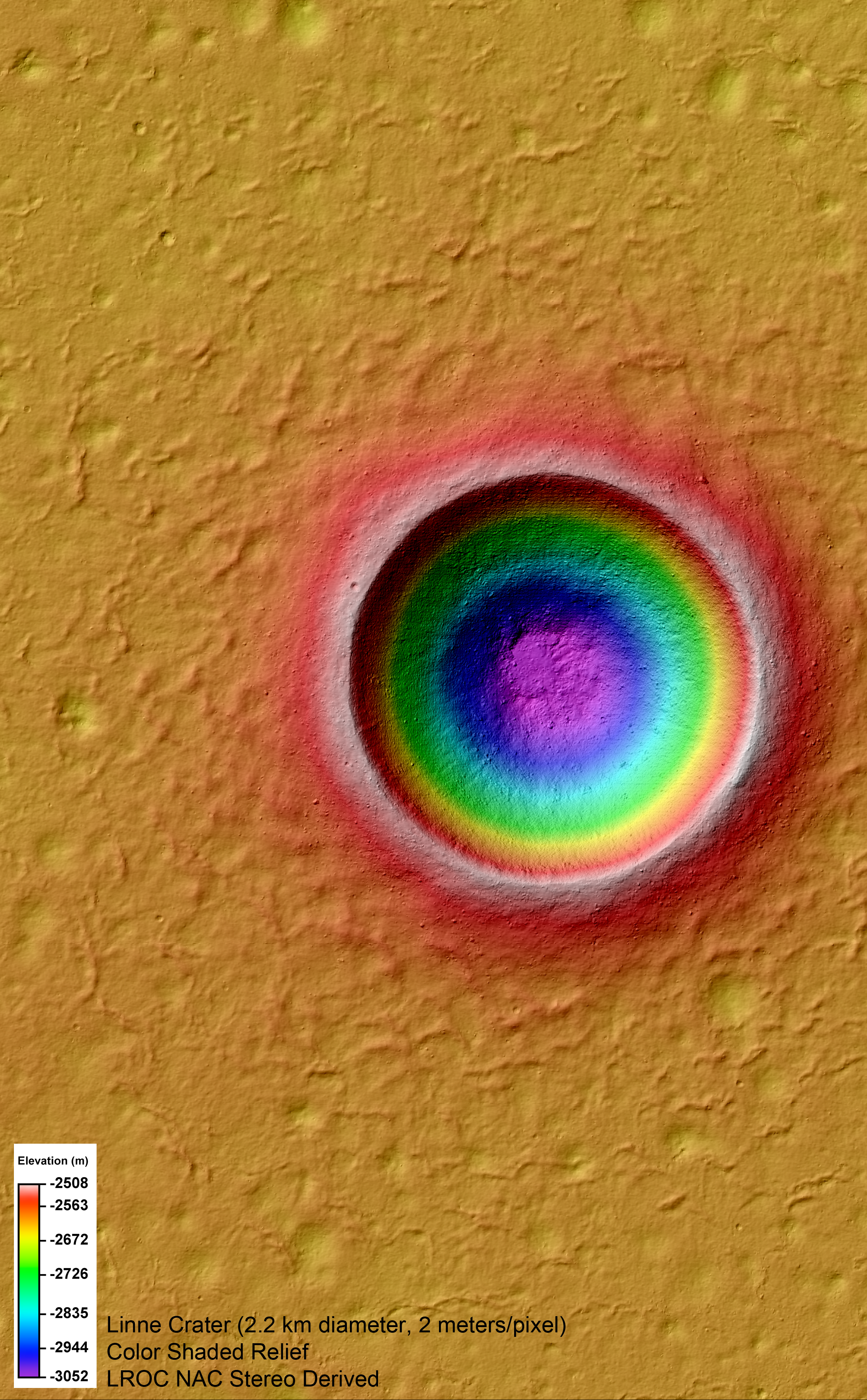
Topografická mapa kráteru Linné, jednotlivé barvy značí výšku (zaznamenáno sondou Lunar Reconnaissance Orbiter).

Linné je malý a poměrně mladý kráter s pravidelným ostrým okrajem nacházející se v západní části Mare Serenitatis (Moře jasu) na přivrácené straně Měsíce. Má průměr pouze 2,2 km (jiné zdroje uvádějí 2,4 km), je hluboký cca 600 m a jedná se o velmi zajímavý měsíční objekt, jeho okolí je tvořeno světlým vyvrženým materiálem.

## Popis
Kráter Linné objevil v 17. století italský astronom Giovanni Battista Riccioli. V roce 1866 učinil německý selenograf Johann Friedrich Julius Schmidt překvapující zjištění, že Linné mění svůj vzhled. Namísto pravidelného kráteru s jistou hloubkou se mění ve světlou skvrnu. Další pozorovatelé jej také zaznamenali jako skvrnu, jiní viděli uprostřed mělkou prohlubeň a další zase jako kráter, u kterého se nedokázali shodnout na průměru. Vznikl spor, který trval několik desetiletí (v literatuře 2. poloviny 19. století se píše o podivných změnách a mizení tohoto kráteru ). Nicméně kráter o této velikosti ležel na samé hranici rozlišovací schopnosti tehdejších dalekohledů umístěných na Zemi (svou roli zde sehrávala např. pozemská atmosféra), proto docházelo k těmto jevům obecně označovaným jako měsíční přechodné jevy (anglicky Transient lunar phenomenon).
Dříve se soudilo, že má tvar misky, ale data z americké sondy Lunar Reconnaissance Orbiter ukázala, že má tvar zploštělého obráceného kužele. Okolí kráteru zaplňuje pokrývka vyvrženého materiálu z doby prvotního nárazu meteoritu. Tento materiál má vysoké albedo (je poměrně jasný), při pozorování dalekohledem během strmého slunečního osvětlení se jeví jako světlá skvrna. Dalším kráterem, který je také obklopen světlým materiálem je např. Censorinus.
Okolní měsíční moře je poměrně ploché bez výraznějšího kráteru či zvrásnění. Výjimkou je mořský hřbet táhnoucí se západně od kráteru Linné. Jižně se nachází dvojice mořských hřbetů, kratší Dorsum Owen a delší Dorsum von Cotta. Nejbližším pojmenovaným kráterem je Banting ležící východo-jihovýchodně (o více než 4° selenografické délky dále, dříve nesl název Linné E).

## Název
Pojmenován je podle švédského botanika, lékaře a cestovatele Carla Linné.

## Satelitní krátery
V okolí se nachází několik dalších kráterů. Ty byly označeny podle zavedených zvyklostí jménem hlavního kráteru a velkým písmenem abecedy.
| Linné | Sel. šířka | Sel. délka | Průměr |
| ----- | ---------- | ---------- | ------ |
| A     | 28.9° S    | 14.4° V    | 4 km   |
| B     | 30.5° S    | 14.2° V    | 5 km   |
| D     | 28.7° S    | 17.1° V    | 5 km   |
| F     | 32.3° S    | 13.9° V    | 5 km   |
| G     | 35.9° S    | 13.3° V    | 5 km   |
| H     | 33.7° S    | 13.8° V    | 3 km   |

Následující krátery byly přejmenovány Mezinárodní astronomickou unií:
- Linné E na Banting.[2]